# لا روشيل هي
لا روشيل هي (بالفرنسية: Arrondissement de La Rochelle)‏ هي دائرة إدارية فرنسية، في فرنسا، تقع في شارنت البحرية، بلغ عدد سكانها 214,569  نسمة وذلك حسب إحصائيات سنة 2015، عاصمتها لا روشيل، تبلغ مساحتها 818 كيلومتر مربع.

## التقسيمات الإدارية
- Canton of Ars-en-Ré  [لغات أخرى]‏
- Canton of Courçon [الإنجليزية]‏
- Canton of La Jarrie [الإنجليزية]‏
- Canton of Marans [الإنجليزية]‏
- canton of la Rochelle-1  [لغات أخرى]‏
- canton of la Rochelle-2  [لغات أخرى]‏
- Canton of Saint-Martin-de-Ré [الإنجليزية]‏
- canton of la Rochelle-3  [لغات أخرى]‏
- canton of La Rochelle-4  [لغات أخرى]‏
- canton of La Rochelle-5  [لغات أخرى]‏
- canton of La Rochelle-6  [لغات أخرى]‏
- Canton of Aytré [الإنجليزية]‏
- canton of La Rochelle-7  [لغات أخرى]‏
- canton of La Rochelle-8  [لغات أخرى]‏
- canton of La Rochelle-9  [لغات أخرى]‏.